# Vadnagar
Vadnagar är en ort i Indien.   Den ligger i distriktet Mahesāna och delstaten Gujarat, i den västra delen av landet, 700 km sydväst om huvudstaden New Delhi. Vadnagar ligger 172 meter över havet och antalet invånare är 24 832.
Terrängen runt Vadnagar är platt. Runt Vadnagar är det tätbefolkat, med 356 invånare per kvadratkilometer. Närmaste större samhälle är Visnagar, 13,1 km sydväst om Vadnagar. Trakten runt Vadnagar består till största delen av jordbruksmark.